# نیکوتین‌آمید آدنین دی‌نوکلئوتید

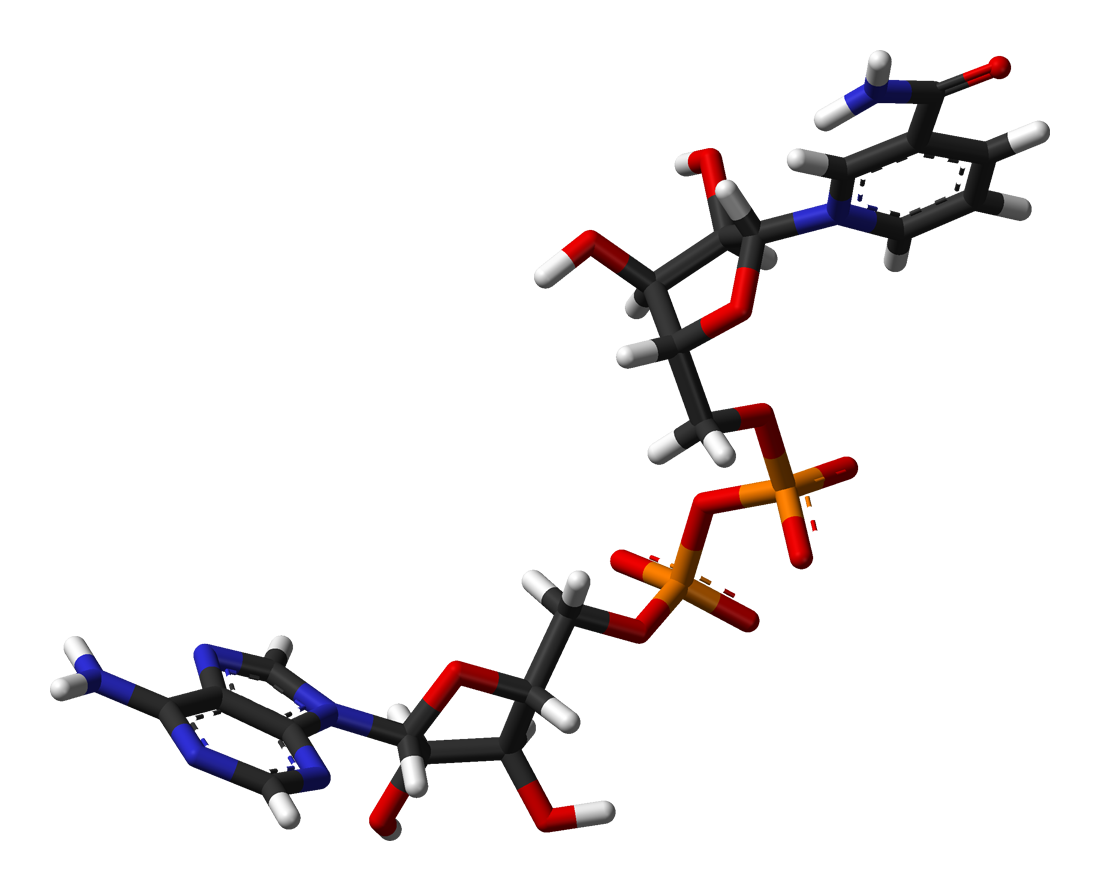
ساختمان سه‌بعدی کوآنزیم ان‌ای‌دی‌اچ

نیکوتین‌آمید آدنین دی‌نوکلئوتید (به انگلیسی: Nicotinamide adenine dinucleotide (NAD)) که به اختصار آن را «ان‌اِی‌دی» گویند، کوآنزیمی است که در همگی یاخته‌های (سلول) زنده یافت می‌شود. نیاسین بخش مهمی از این کوآنزیم است.
این مولکول به دو صورت NADH , +NAD وجود دارد.
این ماده در اغلب واکنش‌های تنفس یاخته ای نقش حیاتی را به دنبال دارد.
تولید NADH: گلیکولیز (تنفس بی هوازی) - تولید استیل کو آنزیم - چرخه کربس (چرخه اسید سیتریک) که در این واکنش‌ها NAD+ دو الکترون و یک پروتون را دریافت می‌کند و کاهش پیدا می‌کند و تبدیل به NADHمی‌شود.
مصرف NADH: زنجیره انتقال الکترون - تخمیر و به‌طور کلی اکسید شدن این مولکول برای ادامه گلیکولیز.
حضور NAD+ برای گلیکولیز الزامی است و اگر در سلول کم باشد سلول محکوم به مرگ است و باید NADH اکسید شود تا حیات یاخته ادامه پیدا کند که در سلول ماهیچه ای درصورت کمبود اکسیژن منجر به تخمیر لاکتیکی شده و با تولید لاکتیک اسید منجر به گرفتگی عضلات می‌شود.

## کارکرد
تفاوت NADPH با NADH در افزوده شدن یک گروه فسفات به کربن ۲' قند ریبوز می‌باشد. نیکوتین‌آمید آدنین دی‌نوکلئوتید به دو فرم احیا شده (NADH) و اکسید شده (+NAD) وجود دارد. فرم (+NAD) به عنوان یک عامل اکسیدان می‌تواند الکترون بگیردو به شکل NADH که دهنده الکترون است تبدیل می‌شود؛ لذا این کوآنزیم در واکنش‌ها به راحتی می‌تواند الکترون را بین مولکول‌ها جابجا کند.

## ساختار
این کوآنزیم در واقع یک دی‌نوکلئوتید است که از ترکیب نیکوتین‌آمید با آدنین ایجاد شده‌است. در بدن از مولکول‌هایی مانند آسپارتات، تریپتوفان یا ویتامین نیاسین غذاها تولید می‌شود.